# Revolution3D
 (octobre 2019).
Si vous disposez d'ouvrages ou d'articles de référence ou si vous connaissez des sites web de qualité traitant du thème abordé ici, merci de compléter l'article en donnant les références utiles à sa vérifiabilité et en les liant à la section « Notes et références ».
Revolution3D est un moteur 3d. Il utilise la bibliothèque graphique DirectX 9.0c.
Les environnements de développement intégrés (EDI) et langages pouvant être utilisés avec ce moteur sont : Visual Basic, C#, C++ et le Java.

## Jeux utilisant le moteur de Revolution3D
- (cs) Alien Agency
- (cs) Sub Hunter 4
- (de) History Of Conquest
- (en) Acamar Rising
- (en) R3DChess
- (en) NewWorld Editor